# فرانچسکو مارتینو
فرانچسکو مارتینو (به انگلیسی: Francesco Martino) ژیمناست زادهٔ ۱۴ ژوئیهٔ ۱۹۰۰ میلادی اهل کشور ایتالیا است.